# 弗萊薩岩
弗萊薩岩，是南極洲的岩石，位於毛德皇后地的瑪塔公主海岸，處於博格地塊以東13公里，根據挪威探險隊的測量和拍攝的空中照片繪入地圖，現時由南極條約體系管理。